# Västra Drottninggatubron

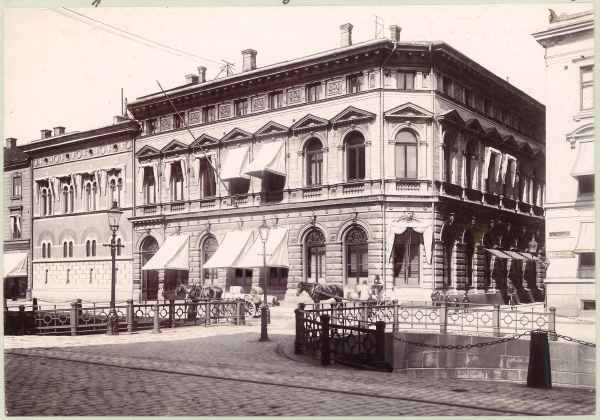
Västra Drottninggatubron år 1901. I bakgrunden Svenska Kreditaktiebolagets hus. Bildsamlingen vid Göteborgs stadsmuseum.

Västra Drottninggatubron var en bro över Västra Hamnkanalen i linje med Drottninggatan i Göteborg. Den knöt samman den västra delen av Västra Hamngatan med den östra, fick sitt namn 1883 och raserades i samband med att kanalen fylldes igen år 1905.